# 氰基丙烯酸乙酯
氰基丙烯酸乙酯（ECA），又稱為2-氰基-2-丙烯酸乙酯，是一種粘度低的無色液體，可溶於丙酮、丁酮、硝基甲烷和二氯甲烷。在潮濕的環境下氰基丙烯酸乙酯會發生聚合反應。

## 製備
利用甲醛與氰基乙酸乙酯縮合反應，合成氰基丙烯酸乙酯：
CH2(CN)CO2Et  +  CH2O   →  CH2=C(CN)CO2Et  +  H2O
然後讓該聚合物(CH2=C(CN)CO2Et)再加熱進行裂化反应形成單體(即氰基丙烯酸乙酯)。

## 應用
氰基丙烯酸乙酯用於黏合各種材料。在醫學可應用於液體繃帶和無縫線手術上，但是它較毒性更低的正丁基氰基丙烯酸酯和辛基氰基丙烯酸酯使用少。現成的非醫療級膠水不適合醫療應用，因為它可能含有溶劑（如甲醇），並在聚合過程中產生熱量。

固化後，其樹脂軟化的溫度在150°C以上。氰基丙烯酸乙酯樹脂使用溫度為-54°C到82°C之間，而相对电容率為3.33在1 MHz之下。

## 安全
在美國，氰基丙烯酸乙酯(ECA)的閾限值是0.2 ppm。在高溫下會解聚，並產生強烈刺激性氣體產品影響肺部和眼睛。